# Евлахов, Александр Михайлович
Александр Михайлович Евлахов (1880―1966) ― русский советский литературовед, педагог, врач, профессор. Ректор Ростовского государственного университета (1920).

## Биография
Родился 8 августа 1880 года в Одессе в семье преподавателя гимназии. В 1898 году поступил на физико-математический факультет Императорского Санкт-Петербургского университета, но уже в следующем году перевёлся на историко-филологический факультет, который и окончил в 1903 году. В 1902 также окончил Петербургский археологический институт и остался там работать некоторое время. В 1907 стал магистром всеобщей литературы. Приват-доцент Петербургского университета (с 1908), Киевского университета (с 1908), доцент и затем профессор Варшавского университета (с 1909). В 1907―1913 гг. путешествовал по Европе для изучения живописи.
Преподавал в гимназии Карла Мая. Писал стихи и рассказы. Был автором оперного либретто «Княжна Мери».
В 1915 году вместе со всеми преподавателями и студентами Варшавского университета эвакуировался в Ростов-на-Дону. Там же как литературный критик писал статьи для газеты Приазовский край. В 1917 году в Ростове-на-Дону публикуется заключительный том его работы «Введение в философию художественного творчества. Опыт историко-литературной методологии». В 1920 году был назначен ректором Ростовского государственного университета, хотя проработал на этом посту не более года.
В 1925 году окончил медицинский факультет Бакинского университета, а вскоре получил предложение от Вячеслава Иванова возглавить кафедры западной литературы и истории искусства в нём. С 1928 года ― врач-психиатр, а с 1944 года ― профессор судебной психиатрии. С 1934 преподавал итальянский язык в Ленинградской консерватории.
Скончался в Ленинграде 28 мая 1966 года.

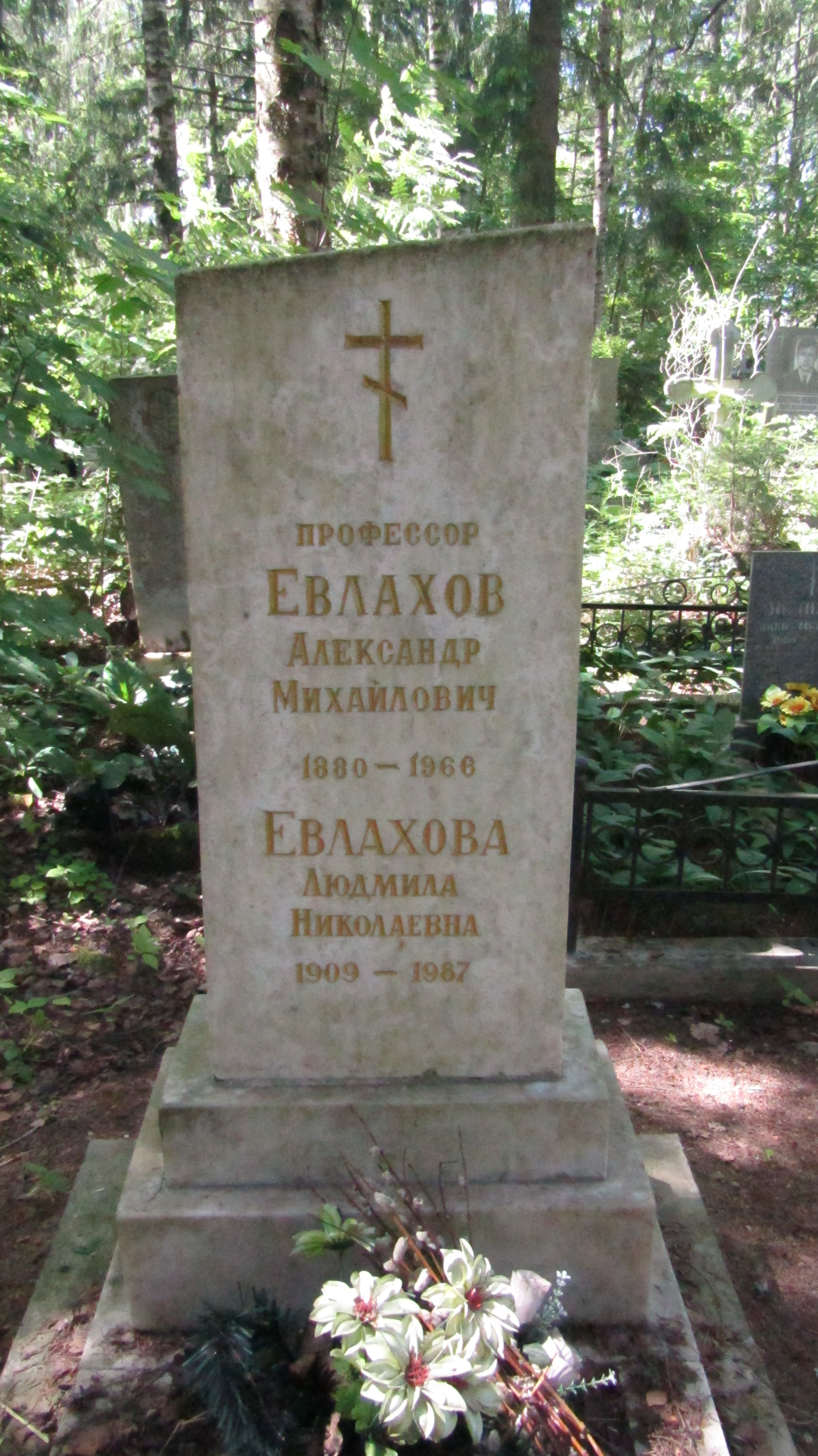
Могила Евлахова А. М. Северное кладбище, Санкт-Петербург.

## Научная деятельность

### Основные работы и идеи
Крупнейшее по объёму сочинение Евлахова ― «Введение в философию художественного творчества. Опыт историко-литературной методологии» (издано в трёх томах в 1910―1917 гг.). В нём он подвергает критическому анализу культурно-исторический, биографический, филологический и прочие методы создания художественных произведений и выдвигает требование построения новой методологии изучения истории художественной и индивидуальной формы. В нём же решительно выступал против историко-культурного метода изучения литературы.
В прочих своих трудах отстаивал идею самоценности искусства. В 1920-х годах изучал проблемы психологии творчества с точки зрения фрейдизма («Конституциональные особенности психики Л. Н. Толстого», 1930).

### Сочинения
- Пушкин как эстетик. — Киев, 1909.
- Кольцов и Руссо. — Варшава, 1910.
- Тайна гения Гоголя. — Варшава, 1910.
- Гений-художник как антиобщественность (Экскурс в область психологии эстетического чувства). — Варшава, 1910.
- Принципы эстетики Белинского. — Варшава, 1912.
- В поисках Бога. Этюд о Данте. — Варшава, 1914.
- Русская литература о западных писателях. — Варшава, 1913.
- История всеобщей литературы XIX века. — Варшава, 1914.
- Надорванная душа (к апологии Печорина). — Ейск, 1914.
- Гергарт Гауптман. Путь его творческих исканий. — Ростов-на-Дону, 1917.
- Введение в философию художественного творчества. Опыт историко-литературной методологии" (В 3 т. Варшава, 1910—1912. Т. 1—2; Ростов-на-Дону, 1917. Т. 3)
- Конституциональные особенности психики Л. Н. Толстого" (первое издание с предисловием А. В. Луначарского — 1930)
- Эрнест Ренан, 1925
- Артур Шницлер, 1926